# Pier Camillo Beccaria
Pier Camillo Beccaria (Vignale Monferrato, 7 aprile 1945 – Modena, 28 settembre 1994) è stato un politico, architetto e urbanista italiano.

## Biografia
Nato a Vignale Monferrato, trascorre infanzia e adolescenza a Genova Sampierdarena, frequenta la facoltà di Architettura dell'Università di Roma "La Sapienza" ove si laurea nel 1969 con una tesi sul disagio sociale nelle borgate di Roma. Nel 1972 vince il concorso per la realizzazione del piano regolatore della città di Modena, assessore all'urbanistica dal 1985, viene eletto sindaco il 3 febbraio 1992. Il 13 dicembre 1992 annuncia, con una lettera aperta al consiglio comunale, di soffrire di carcinoma polmonare. Il 18 agosto 1994 rimette il mandato di sindaco in favore dell'allora vice sindaco Mariangela Bastico. Muore circa un mese più tardi, all'età di 49 anni.